# Verónica Sánchez Calderón
Verónica Sánchez Calderón (Sevilla, 1 de juliol de 1977) és una actriu espanyola de cinema i de televisió que es va fer coneguda gràcies al personatge d'Eva en la sèrie Los Serrano.

## Filmografia

### Cinema
| Any  | Pel·lícula             | Director               |
| ---- | ---------------------- | ---------------------- |
| 2003 | Al sur de Granada      | Fernando Colomo        |
| 2004 | Mirados                | Julio Fraga            |
| 2004 | El año de la garrapata | Jorge Coira            |
| 2005 | El Calentito           | Chus Gutiérrez         |
| 2005 | Camarón                | Jaime Chávarri         |
| 2005 | Los 2 lados de la cama | Emilio Martínez Lázaro |
| 2006 | Mia Sarah              | Gustavo Ron            |
| 2007 | Las 13 rosas           | Emilio Martínez Lázaro |
| 2007 | Zenitram               | Luis Barone            |
| 2009 | Gordos                 | Daniel Sánchez Arévalo |

### Televisió
- Los Serrano (2003-2006)
- Génesis: en la mente del asesino (2006, primera temporada)
- 14 de abril. La República (2011)
- Gran Reserva: El origen (2013)
- Sin Identidad (2014)
- El Caso: Crónica de sucesos (2016)
- Tiempos de guerra (2017)

### Teatre
- Un espíritu burlón de Noël Coward (1996)
- Tierra (1997)
- Lorca a escena (1998)
- El zapatito mágico (1999)
- Fin (1999)
- Don Juan en los ruedos de Salvador Távora (2001)
- Bodas de sangre

### Altres
- Espots publicitaris per a Canal Sur, Partido Andalucista i Tampax.
- Participació en el videoclip de Fran Perea de la cançó La chica de la habitación de al lado.

## Premis

### Premis Goya
| Any  | Categoria                                                    | Pel·lícula        | Resultat |
| ---- | ------------------------------------------------------------ | ----------------- | -------- |
| 2003 | Premi Goya a la millor actriu revelació                      | Al sur de Granada | Nominada |
| 2005 | Premi Goya a la millor interpretació femenina de repartiment | Camarón           | Nominada |
| 2009 | Premi Goya a la millor interpretació femenina de repartiment | Gordos            | Nominada |

### Altres
| Any  | Categoria                                                                        | Pel·lícula        | Resultat   |
| ---- | -------------------------------------------------------------------------------- | ----------------- | ---------- |
| 2003 | Premi de la Unió d'Actors a la millor actriu revelació                           | Al sur de Granada | Nominada   |
| 2003 | Premi ACE a la millor interpretació femenina                                     | Al sur de Granada | Nominada   |
| 2006 | Premi Fotogramas de Plata a la millor actriu de televisió                        | Los Serrano       | Nominada   |
| 2007 | Premi del Cercle d'Escriptors Cinematogràfics a la millor interpretació femenina | Mia Sarah         | Nominada   |
| 2009 | Mostra de València                                                               | Trajectòria       | Guanyadora |
| 2010 | Premi de la Unió d'Actors a la millor actriu secundària de cinema                | Gordos            | Guanyadora |